# Kfarsghab - El Mareh
Kfarsghab - El Mareh è un  comune (municipalité) del Libano situato nel distretto di Zgharta, governatorato del Nord Libano.